# Flags
Flags is een nummer van de Britse band Coldplay uit 2020. Het verscheen als bonustrack op de Japanse editie van hun achtste studioalbum Everyday Life, en is de vierde en tot nu toe laatste single van dat album.
Het nummer haalde in de eerste instantie het album Everyday Life niet en bleef het op de plank liggen, maar omdat de mannen van Coldplay naar eigen zeggen toch "van het nummer hielden", besloten ze het als bonustrack toe te voegen aan de Japanse editie van het album. Ruim een jaar later besloot de band om het nummer op single uit te brengen. "Flags" is een rustig poprocknummer met een dromerig geluid. Het nummer haalde de 51e positie in de Britse downloadlijst. In Nederland haalde het de 7e positie in de Tipparade, en in Vlaanderen de 5e positie in de Tipparade.